# تيد فليمنيغ
تيد فليمنيغ هو سياسي كندي، ولد في يونيو 1954 في ساسكس ‏ في كندا. نشط حزبياً في الحزب التقدمي المحافظ في نيو برونزويك ‏. وقد انتخب عضو الجمعية التشريعية لنيو برونزويك ‏ عن دائرة Rothesay (electoral district) ‏ خلال فترته النيابية ‏.